# 바버라 크램프턴
바버라 크램프턴(Barbara Crampton, 1958년 12월 27일 ~ )은 미국의 배우이다.

## 출연 작품
- 제이콥의 아내 (2021)
- 클랩보드 정글 (2020)
- 리본 (2018)
- 리플레이스 (2017)
- 리틀 시스터 (2016)
- 비욘드 더 게이츠 (2016)
- 로드 게임 (2015)
- 더 디바인 트레저디스 (2015)
- 나를 찾아봐 (2015)
- 썬 초크 (2015)
- 더 라스트: 지구 최후의 날 (2014)
- 유아 넥스트 (2011)
- 책처럼 당신을 읽다 (2006)
- 포이즌 (2001)
- 콜드 하베스트 (1998)
- 스페이스 트러커 (1997)
- 사탄의 테러 (1995)
- 로봇 워즈 (1993)
- 트랜서 2 (1991)
- 조종자 (1989)
- 비앤비 (1987)
- 지옥 인간 (1986)
- 데비를 찾아라 (1986)
- 킬보트 (1986)
- 팜스프링스의 청춘 (1985)
- 리애니메이터 (1985)
- 러브 다이 네이버 (1984)
- 침실의 표적 (1984)
- 더 영 앤 더 레스트리스 (1973)
- 우리 생애 나날들 (1965)